# Bråborg

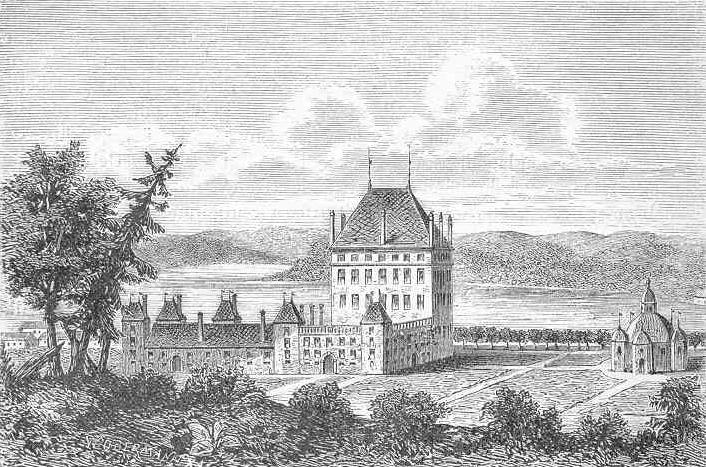
Bråborg, efter Erik Dahlberghs förlaga i Suecia antiqua et hodierna.

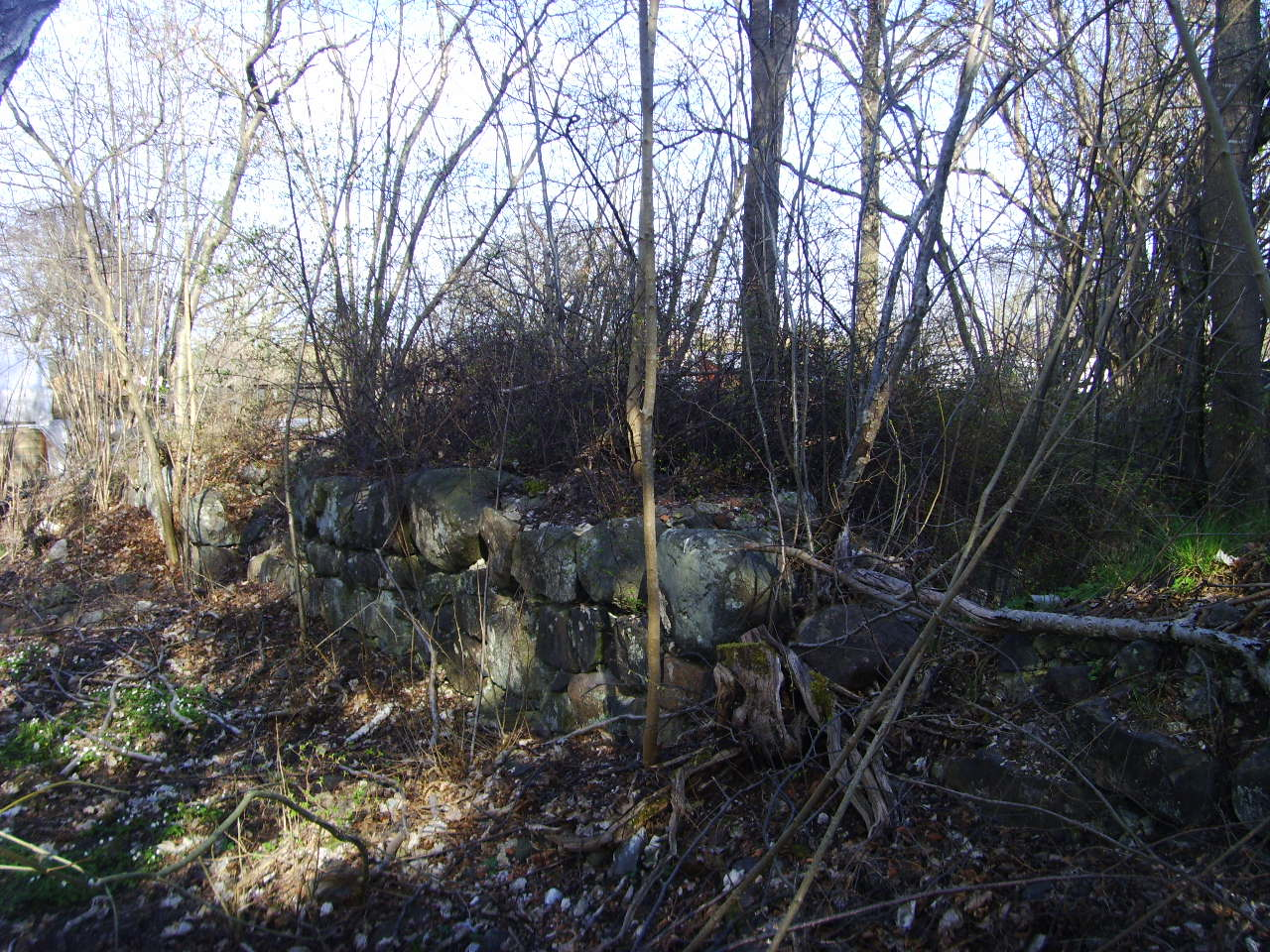
Bråborgs slottsruin 2009.

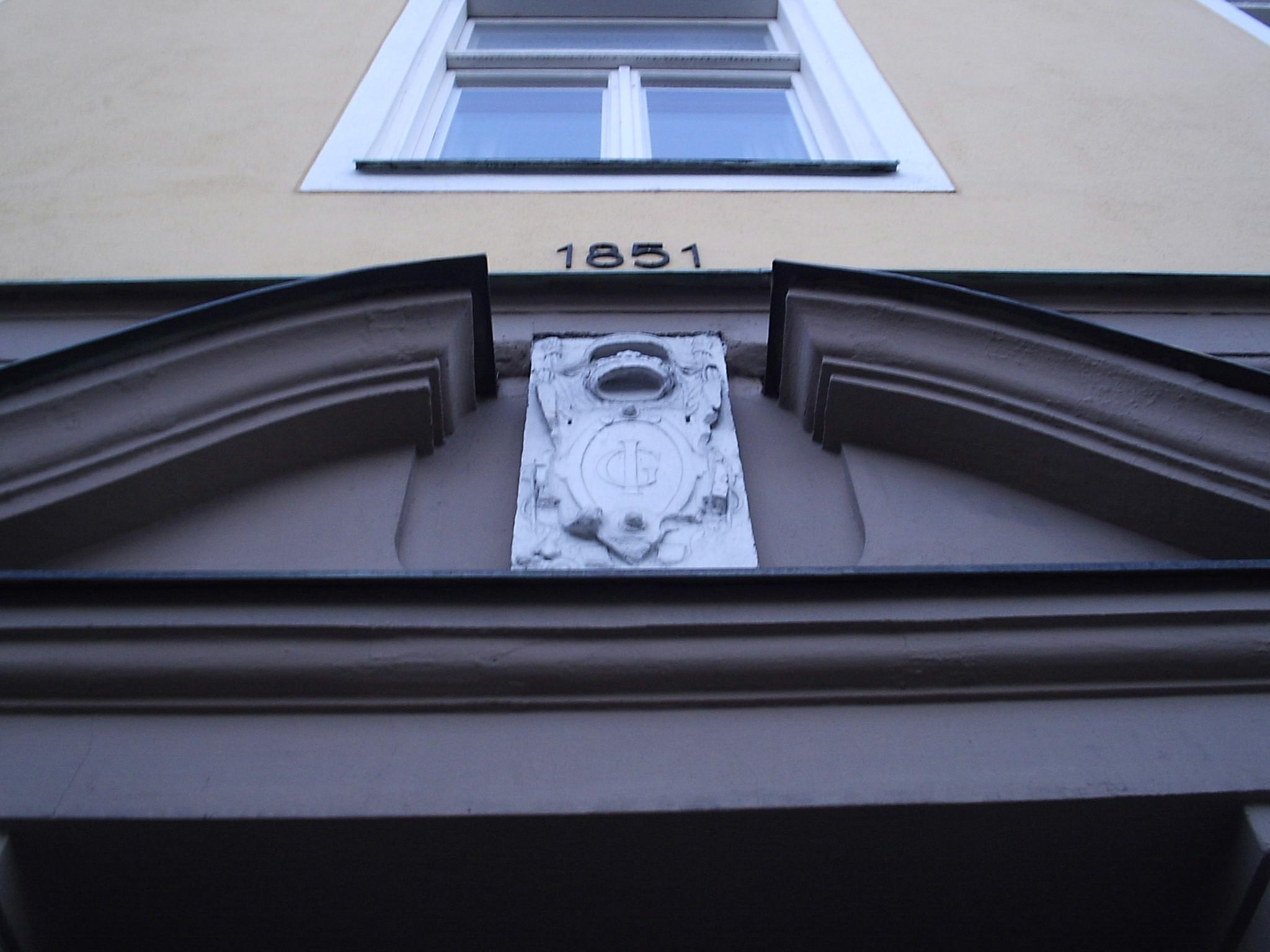
Johan III:s och Gunilla Bielkes krönta monogram från Bråborgs slott, inmurat över en portal vid Gamla Torget i Norrköping.

Bråborg var en kungsgård i Dagsbergs socken, Lösings härad, i Norrköpings kommun i Östergötland, vid södra stranden av Bråviken.

## Historik
Drottning Gunilla Bielke lät uppföra ett renässansslott på platsen 1588–1590, på vilket hon bodde som änka efter kung Johan III:s död 1592 och där kom hon att avlida den 19 juli 1597. Efter drottningens död tillföll slottet hennes son Johan, som gifte sig med sin kusin Maria Elisabet 1612. Efter att hertig Johan avlidit på slottet den 5 mars 1618 kom även Maria Elisabet att bebo slottet som änka, men avled där redan den 7 augusti samma år. Hennes bror, kung Gustav II Adolf, skyndade dit efter sin hemkomst från Tyskland den 20 augusti, för att överta livgedinget och anordna begravningen. Ceremonin fick uppskjutas av brist på svart kläde till kyrkans och salarnas beklädande samt av vax till ljus och facklor, vilket först måste införskaffas från Tyskland.
I början av januari 1619 for kungen på nytt till Bråborg för att anordna sin systers begravning, och genade över Bråvikens is. Olyckan var framme och isen brast, varvid
häst och släde försvann i djupet. Kungen kunde med möda räddas från att drunkna. Sedan hovet blivit församlat försiggick likfärden från Bråborg till Linköping den 18–19 januari 1619, varpå begravningen under sedvanliga högtidligheter ägde rum i Linköpings domkyrka den 20 januari 1619.
Då äktenskapet mellan hertig Johan och Maria Elisabet varit barnlöst tillföll Bråborg kronan, varefter Johan Kasimir, Karl (X) Gustav och pfalzgreven Adolf Johan innehade slottet. Vid reduktionen 1689 hamnade det åter i kronans ägo. Bråborg avbildades i Erik Dahlberghs Suecia antiqua et hodierna.
Slottet skadades av vådeld 1669 och brändes av ryssarna 1719, samma öde som drabbade den närbelägna staden Norrköping och Skenäs slott. Vid uppbyggandet av staden var man i stort behov av byggnadssten. Sten togs från det nedbrunna Bråborg, som aldrig kom att återuppföras. 
Slottet med de omgivning, inom Lösings härad, bildade 1556 ett eget fögderi kallat Bråborgs län, för att före dess legat i ett fögderi inom Stegeborgs län.

### Ståthållare
- hertig Johan av Östergötland 1599-1618
- Lindorm Ribbing 1621-1627

### Idag
Knappt en kilometer öster om det gamla Bråborg, uppfördes nuvarande så kallade Bråborgs kungsgård vars manbyggnad troligen är av timmer i 1 1/2 plan under valmat sadeltak av tegel. Byggnaden renoverades senare med tillbyggnader vid gavlarna; sju fönsteraxlar hittas i fasaden. Numera bedrivs på Bråborg växtodling på 215 hektar åker och nötköttsproduktion med cirka 300 djur på 200 hektar betesmark.
Idag är ruinområdet ungefär 240 x 190 meter, ligger vid Kungsträdgårdens handelsträdgård och består av slottsruin med delvis bevarade källare, vallgravssystem med vägbankar samt grund till ett kapell – Gunilla Bielke var strängt protestantiskt sinnad. 
Slottsruinen är 32x30 meter och består i huvudsak av källarvåning med två bevarade, tunnvälvda källare samt rikliga rasmassor. Vallgravarna är sammanlagt cirka 400 meter långa, 10–15 meter breda samt igenslammade och delvis igenväxande. Kapellgrunden är korsformig (kapellet syns längst till höger, såsom en fristående byggnad, på Erik Dahlberghs bild av slottet). Kungsträdgården är en trädgårdsanläggning i renässansstil av vilken en del rester återstår. 
I Norrköping, vid Gamla torgets södra del utmed Gamla Rådstugugatan hittar man på vinhandlare Tesdorphs hus Johan III:s och Gunilla Bielkes krönta monogram från Bråborgs slott inmurat över en portal.